# Freelancer (jogo eletrônico)
Freelancer é um jogo de simulação de pilotagem de naves, desenvolvido pela Digital Anvil e publicada pela Microsoft Game Studios. Ele foi lançado em 3 de março de 2003 para o sistema operacional Microsoft Windows. O curioso do jogo, é a possibilidade de escolher em seguir a campanha oficial ou seguir seu próprio caminho incerto. Após a campanha oficial ser completada, é possível continuar jogando, tendo ainda muitos lugares para explorar e muito o que fazer. Freelancer foi baseado conceitualmente no jogo Wing Commander.

## Enredo
O jogador controla Edison Trent, um recém-chegado à Manhattan, a capital de Liberty, depois da estação espacial onde ele estava ter sido destruída por uma organização terrorista misteriosa, conhecida como Order (Ordem, em português).

## Personagens
Os seguintes personagens são encontrados em Freelancer:
| Personagem                       | Ator (voz)       |
| -------------------------------- | ---------------- |
| Edison Trent                     | Ian Ziering      |
| Commandante Juni (Jun'ko Zane)   | Jennifer Hale    |
| Tobias (Richard Winston Tobias)  | John Rhys-Davies |
| Orillion                         | Michael T. Weiss |
| Chanceler Florian Gustav Niemann | Tony Jay         |
| Lorde Hakkera                    | George Takei     |

## Prêmios
- E3 1999 Game Critics Awards: Melhor do Show, Melhor Jogo de PC, Melhor Jogo de Simulação, Melhor Feito em Gráficos.

## Requisitos mínimos
Para se jogar o jogo com uma velocidade razoável, é necessário seguir os requisitos mínimos do jogo:
- Microsoft Windows 98, Me, 2000 ou XP
- 128 MB de RAM
- 600 MHz
- 900 MB de espaço livre no HD
- placa de vídeo 3D de 16 MB
- Modem de 56 Kbps ou LAN; banda larga para servidor (para vários jogadores)